# لیبیدو (فیلم ۱۹۶۵)
لیبیدو (ایتالیایی: Libido) فیلمی جالو به کارگردانی ارنستو گاستالدی و ویتوریو سالرنو است که در سال ۱۹۶۵ منتشر شد. از بازیگران فیلم می‌توان به جانکارلو جانینی، دومینیک بوشرو و لوچانو پیگوتسی اشاره کرد. کل این فیلم تنها در ۱۸ روز تصویربرداری شد.